# Amir Gross Kabiri
Amir G. Kabiri est un homme d'affaires israélien né le 29 août 1980. Il est surtout connu comme président du Centre M.T. Abraham pour les Arts visuels et de la fondation israélienne pour le musée de l'Ermitage.

## Biographie
Kabiri est né le 29 août 1980. Il fréquente l’école secondaire Ironi Daled High School à Tel-Aviv, Israël, de 1992 à 1998, où il se spécialise en administration des affaires et en économie d’entreprise.
Kabiri est nommé président du Centre M.T. Abraham pour les Arts visuels en janvier 2004, supervisant l’exposition de 74 statues Edgar Degas dans des musées tels que le Musée d’Art de Tel Aviv, Institut valencien d'art moderne,,,, et le Musée d'État de l'Ermitage.
Au cours de l’année 2012, il codirige une publication scientifique sur la manière dont les Soviétiques ont troqué l’art de leur nation entre 1917 et 1938, incluant des œuvres d’art tirées des collections du Musée de l'Ermitage, intitulée « Selling Russia’s Treasures (Les Trésors vendus de la Russie) ». Lors de la même année, il organise un colloque international au musée d’État de l’Ermitage, le Posthumous Bronzes in Law and Art History, accueillant des directeurs de musées, des historiens d’art et des experts en droit.

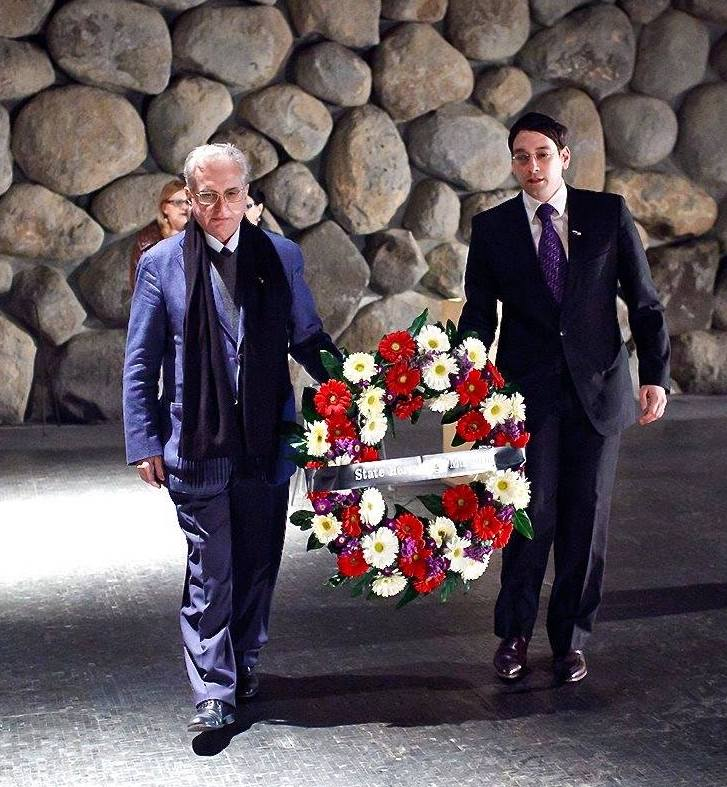
Yad Vashem, Jerusalem 2013

Au début de l’année 2013, avec le support et la collaboration du Comité Lissitzky de Novossibirsk et du Musée Van Abbemuseum à Eindhoven, Kabiri édite et dirige la publication du catalogue raisonné El Lissitzky «Jewish Period (L’Époque Juive)», le premier écrit d’une série de quatre livres sur l’œuvre de l’artiste, tout en organisant et soutenant l’exposition «Lissitzky – Kabakov, Utopia and Reality (Lissitzky – Kabakov, Utopie et Réalité)»”, qui est prêtée au musée d’État de l’Ermitage, au musée d’Art Multimédia de Moscou ainsi qu’au musée d’art de Graz (Kunsthaus Graz).
En 2013, il coédite la publication White city – Bauhaus Architecture in Tel Aviv, présentant l’héritage architectural Bauhaus de Tel Aviv ,, en plus de coéditer et diriger la publication «Lissitzky - Kabakov, Utopia and Reality».
Mikhaïl Piotrovski, professeur et directeur du musée de l’État d’Ermitage à Saint-Pétersbourg, accepte la candidature de Kabiri à la tête de la Fondation d’Israël du Musée de l'Ermitage, dont le principal objectif est de soutenir, développer et promouvoir l'Ermitage dans ses activités artistiques, scientifiques, culturelles et éducatives.
En 2014, en tant que partenaire au Tel Aviv Days in St. Petersburg (« Les Jours de Tel Aviv à Saint-Pétersbourg »), un évènement culturel dirigé par le consulat général d’Israël à Saint-Pétersbourg, Kabiri participe au déroulement des activités au nom de la Fondation d’Israël du Musée d’Ermitage. De plus, en tant que partenaire des activités du 250e anniversaire du Musée de l’État d’Ermitage en Israël et avec la collaboration du Ministère des Affaires étrangères (Israël), Kabiri a dirigea l’exposition «Dada and Surrealism (Dadaïsme et du Surréalisme)» , du Musée d’Israël, incluant les œuvres d’artistes parmi lesquels figuraient Man Ray, Max Ernst et Marcel Janco.
En 2015, il acquiert le club de football Hapoël Tel Aviv d’Israël et signe en 2016 une entente de partenariat avec la China Machinery Engineering Corporation (CMEC), incluant la construction du nouveau stade de Hapoël Tel Aviv.
En 2016, il initie la publication de The Life of Sophie Lissitzky-Küppers (La Vie de Sophie Lissitzky-Küppers) avec la collaboration de la Fondation Lissitzky du Musée Van AbbeMuseum.
En juin 2019, il s'est engagé à faire un don de sa collection d'art au musée de l'Ermitage en Russie, d'une valeur de 7 millions de dollars. Ce don comprend des peintures et des sculptures de l'artiste russe Vladimir Sterligov, élève de Kasimir Malevitch, et du maître impressionniste Français Edgar Degas,.

## Historique de publication
- "הפיסול של אדגר דגה"-The Sculpture of Edgar Degas, 2010  (ISBN 978-965539-007-0)
- Las esculturas de Edgar Degas  (ISBN 9788448255336) - co-author[23]
- Selling Russia's Treasures  (ISBN 978-0789211545) - co-director[8]
- Lissitzky – Kabakov, Utopia and Reality  (ISBN 9791092033007)[24]
- White City- Bauhaus architecture in Tel Aviv  (ISBN 9791092033014)[25]
- Edgar Degas-Figures In Motion  (ISBN 978-5-91373-064-0)[25]
- "Dada and Surrealism"  (ISBN 978-5935725570)[26]
- "The Experience of Totality"  (ISBN 978-8415691532)[27]